# Onthophagus savanicola
Onthophagus savanicola là một loài bọ cánh cứng trong họ Bọ hung (Scarabaeidae).